# Nigel Kalton
Nigel John Kalton (20 juin 1946 - 31 août 2010) est un mathématicien anglo - américain, connu pour ses contributions à l'analyse fonctionnelle. 

## Carrière
Kalton est né à Bromley et fait ses études au Dulwich College, où il excelle à la fois en mathématiques et aux échecs. Après avoir étudié les mathématiques au Trinity College de Cambridge, il obtient son doctorat sous la direction de D.J.H. Garling, à l'université de Cambridge en 1970, avec une thèse intitulée « Schauder Bases in Locally Convex Topological Vector Spaces » qui a reçu le prix Rayleigh pour l'excellence en recherche. Il a ensuite occupé des postes à l'Université Lehigh en Pennsylvanie, à Warwick, à Swansea, à l'Université de l'Illinois et à l'Université d'État du Michigan, avant de devenir professeur titulaire à l'Université du Missouri, en Colombie, en 1979,. 
Il est décédé à Columbia, Missouri, à l'âge de 64 ans.

## Prix et distinctions
Il reçoit la médaille Stefan-Banach de l'Académie polonaise des sciences en 2005. Une conférence en l'honneur de son 60e anniversaire a lieu à l'Université de Miami de l'Ohio en 2006. 

## Publications
- N. J. Kalton, N. T. Peck et James W. Roberts, An F-space sampler, vol. 89, Cambridge, Cambridge University Press, coll. « Lecture Note Series », 1984 (ISBN 0-521-27585-7, MR 0808777, lire en ligne).
- Fernando Albiac et Nigel J. Kalton, Topics in Banach space theory, vol. 233, New York, Springer, coll. « Graduate Texts in Mathematics », 2006 (ISBN 978-0-387-28141-4, MR 2192298), chap. 233 ; Fernando Albiac et Nigel J. Kalton, 2nd edition, 2016 (ISBN 9783319315577, lire en ligne).
- (en) N. J. Kalton, « An elementary example of a Banach space not isomorphic to its complex conjugate », Canad. Math. Bull., vol. 38,‎ 1995, p. 218-222 (arXiv math/9402207).
- (en) Nigel J. Kalton, « The Nonlinear Geometry of Banach Spaces », Revista Matemática Complutense, vol. 21, no 1,‎ 2008, p. 7-60 (lire en ligne).